# Eraldo Canavesi
Eraldo Canavesi (fl. XX secolo) è stato un calciatore italiano, di ruolo attaccante.

## Carriera
Nella stagione 1927-1928 segna 11 reti in 15 presenze (su 18 partite totali di campionato) nel campionato di Prima Divisione (la seconda serie dell'epoca) con la maglia del Legnano. Gioca con i lilla anche nella stagione 1929-1930, nella quale mette a segno una rete in 5 presenze nel campionato di Serie B, che i lombardi concludono al secondo posto in classifica venendo promossi in Serie A. Nella stagione 1931-1932 gioca con l'Abbiategrasso in Prima Divisione. Veste la maglia del Legnano anche in una terza stagione, la 1932-1933, nella quale segna un gol in Serie B giocando 18 delle 24 partite di campionato a cui la sua squadra prende parte; infine, nella stagione 1933-1934 gioca 6 partite di Serie B senza mai segnare ed a fine anno viene messo in lista di trasferimento. Nella stagione 1934-1935 vince il girone B di Prima Divisione (terza serie) con le Acciaierie Falck, che poi concludono al terzo posto in classifica il girone finale non ottenendo quindi la promozione. Nella stagione 1935-1936 e nella stagione 1936-1937 gioca in Serie C con la Falck.